# Casa de Scépeaux

Escudo de Armas de los Scépaux: Vero de plata y gules.

La Familia de Scépeaux es una antigua familia de caballería, muy numerosa y dispersa en las regiones de Maine y Anjou, donde sus principales ramas se titulan en Mausson y Landivy, de Vieille-ville (a veces escrito de la Vieuville; en Baracé), l'Eperonniere (Livré), Gaubert (Pommerieux), Bécon, la Cherbonnerie, Beauchêne, le Chemin, etc.; pero que, además de las tierras de Scépeaux (en Astillé), también poseía: la Touche, Bouche-d'Usure, le Douet-Sauvage, la Suhardière, Chervier, la Motte de Ballots, l'Ile d'Athée, la Brardière, la Guenaudière, Fontenailles (Écommoy) y otros.
Su escudo de armas, del que se conocen ejemplares del siglo XIII, tienen la sencillez de los escudos más antiguos: Vero de plata y gules.
Los Scépeaux tuvieron sus primeros entierros en la abadía de Bellebranche, donde aún se podían ver sus tumbas a mediados del siglo XVIII, en la Abadía de Roë y en Angers.
Sylvestre de Scépeaux siguió a Felipe «el Augusto» a Tierra Santa en 1191, y contra los ingleses a Poitou en 1214.

## Algunos miembros
En el siglo XIV, Jean I de Scépeaux (hijo de Macé, fl. 1300) se casó con María de Beaumont y tuvo:
- Juan II, vástago de los señores de Scépeaux (rama principal).
- Yvon, señor de Gaubert, fl. 1406.
- Jacques, señor de l'Eperonnière (l'Espronnière).[2]

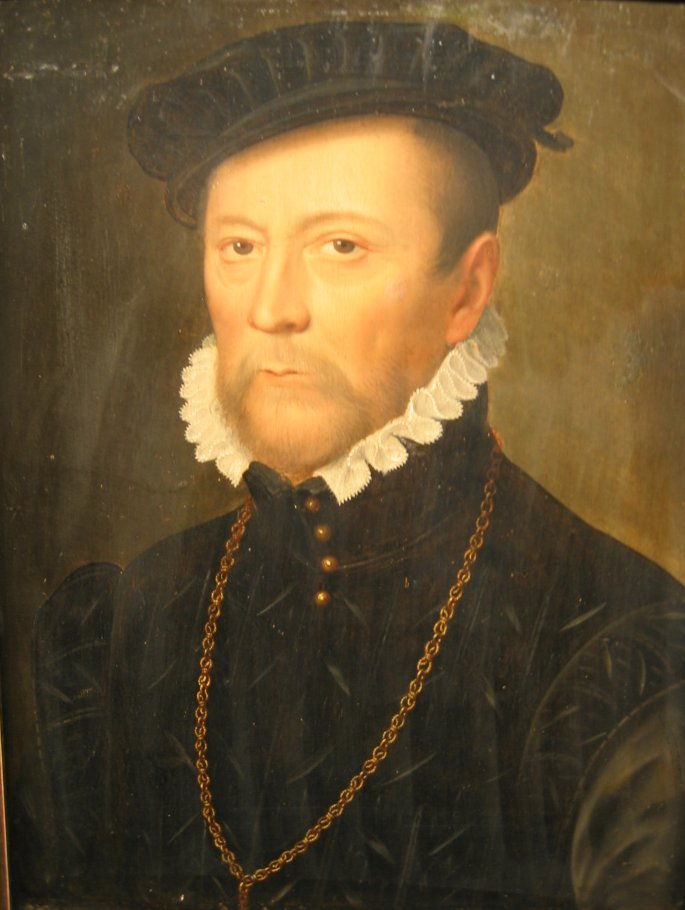
François de Scépeaux de Vieille-Ville pintado por François Clouet en 1557 - Museo de Bellas Artes de Besançon.

- Guy II de Scépeaux, de la rama de l'Eperonnière, conocido por su brillante servicio militar a Francia. Fue abad de la Roë;
- Guy de Scépeaux, de la misma rama que el anterior, hermano de Sylvestre, que fue calificado como vir et boni regilinis (en latín: Buen hombre y buen gobernador) y gobernador Craon, el 27 de diciembre de 1428.[3] Il También vivió 20 años de vida religiosa en la abadía de la Roë. Fue estudiante de la Universidad de Angers;
- Yvon de Scépeaux, sobrino nieto y sucesor del anterior, prior de Saint-Sauveur-de-Flée, tomó posesión de la abadía de la Roë el 20 de julio de 1463. Pío II le concedió la facultad de ser bendecido por cualquier obispo que quisiera y lo encomendó a las buenas gracias de Renato de Anjou. Recibió permiso de Paulo II, el 15 de febrero de 1643, para poseer otro beneficio a cuenta de la pensión de su predecesor; asistió a la vigilancia de los habitantes de la ciudad y del suburbio de Craon, el 15 de agosto de 1475. Obtuvo en 1477, la unión de varios beneficios para poder mantener los edificios de la abadía. Pierre de Chalus, su sirviente, estaba ocupado con sus asuntos temporales. Murió antes del 18 de mayo de 1493, la fecha de la elección de Guy Le Clerc, su sucesor. Su madre, Catherines d'Angennes (hija de Jean II d'Angennes de Rambouillet y Philippa, hija de Jean III de Bellay; esposa de Jacques de Scépeaux, señor de l'Eperonnière), y Jean, su hermano, fueron enterrados en la iglesia de la abadía;[4]
- Yves de Scépeaux, de la rama principal de los Scépeaux, diplomático y magistrado notable del siglo XV.
- Los descendientes directos de Jean de Scépeaux, hermano mayor del anterior y esposo de Louise de La Haye-Passavant, que por tanto representaba la rama principal, proporcionó todavía hombres notables:
  - François de Scépeaux, hijo de Jean y Louise de La Haye; chambelán de Carlos VIII, casado con Marguerite, hija de Michel d'Estouteville-Valmont et Bricquebec; Padres de Guy II (a su vez padre de Guy III, siguiente en el listado) y de Renato de Scépaux de Vieille-Ville (marido de Marguerite de La Jaille-St-Michel, dama de  Parents de Guy II (père de Guy III, qui suit), et de René de Scépeaux de Vieille-Ville (mari de Marguerite de La Jaille-St-Michel, dame de Durtal et Mathefelon);
  - Guy III de Scépeaux (m. 1605), señor de Scépeaux, nieto del anterior, hijo de Guido II y de Juana, hija de Felipe de Longwy (parte de los Neublans), capitán de 50 hombres de armas que, por representación de Louise de la Haye-Passavant, su bisabuela, fue heredero de Philippe de Montespedon, princesa de La Roche-sur-Yon (m. 1578) de quien recibió Chemillé, el ducado de Beaupréau y Cholet;
  - Guy IV de Scépeaux, hijo del precedente y de Charlotte Giffart de la Marzelière, duque de Beaupréau, conde de Chemillé, que presidirá en Nantes les Estados de Bretaña en 1579 y fue asesinado al servicio del rey en Poitou en 1597 (Guerra de los tres Enriques); casado con Marie, hija de Guy I de Rieux de Donges;
  - François de Scépeaux de Vieille-Ville (1509-1571), nieto de François y de Marguerite d'Estouteville, I conde de Durtal (1564) y barón de Matheflon, leal a los reyes Valois, Francisco I, Enrique II y de Carlos IX, gobernador, diplomático, embajador, consejero del rey, mariscal de Francia bajo Carlos IX (1562), uno de los principales actores en las guerras entre Francisco I de Francia y Carlos I de España y V de Alemania, así como en las guerras de religión entre protestantes hugonotes y católicos;
- Jeanne de Scépeaux (1588-1620), hija de Guy IV de Scépeaux, se convertirá en heredera del Ducado de Beaupréau que pasará a uno de sus hijos tras su muerte en 1620. Estuvo casada con Enrique de Gondi, duque de Retz, desde el 5 de mayo de 1610;
- Marie Paul de Scépeaux de Bois-Guignot, (1768-1821), militar francés destacado en la Guerra de la Vendée (de la rama de Bois-Guignot, también emparentado con las ramas de la Cherbonnerie y Beauchesne, a su vez todas descendientes de l'Eperonnière).